# Wiesław Pawluk
Wiesław Pawluk (ur. 15 czerwca 1956, zm. w maju 2015 w Wuppertalu) – polski sztangista, mistrz Polski i Niemiec, medalista mistrzostw Europy.

## Życiorys
Był zawodnikiem Odry Opole. Dwukrotnie zdobył brązowy medal mistrzostw Europy w kategorii 60 kg (1980 z wynikiem 275 kg (125 kg + 150 kg) i 1982 z wynikiem 285 kg (125 kg + 160 kg)). W mistrzostwach świata zajmował miejsca: 5. (1981), 4. (1982) i 6. (1986), w mistrzostwach Europy ponadto: 4. (1981) i 5. (1987).
W 1980 był rezerwowym na Igrzyskach Olimpijskich w Moskwie.
Trzykrotnie zdobył mistrzostwo Polski w kategorii 60 kg w 1980, 1982 i 1986, raz wicemistrzostwo Polski w kategorii 60 kg w 1983, dwa razy brązowy medal w kategorii 60 kg w 1981 i w kategorii 67,5 kg w 1985.
Pod koniec lat 80. wyjechał do Niemiec i został mistrzem tego kraju w kategorii 67,5 kg w 1988 oraz wicemistrzem w tej samej kategorii w 1989. 
Rekord życiowy:
- w dwuboju - 300 kg (132,5 kg + 167,5 kg) - 1983